# Camillo Bianchi
Camillo Bianchi, italianizzazione di Camille Blanc (Parigi, 29 marzo 1847 – Beaulieu-sur-Mer, 21 dicembre 1927), è stato un politico e imprenditore francese.

## Biografia
Già sindaco del comune La Turbie al quale il territorio venne sottratto per far posto alla creazione del nuovo comune, fortemente voluto da Camille. La famiglia Blanc ha origine in Avignone. Il nonno di Camille, Claude Agricol Blanc (1773 - 1829), nasce e muore ad Avignone, dove sposa l'avignonese Marie Thérèse Janin nel 1795. Svolge nel comune di Courthézon l'incarico di esattore delle imposte dirette. Avranno quattro figli: Agathe, Marie e i gemelli, François e Louis, nel 1806. Questi due Blanc saranno i fondatori dell'impero della roulette e dei casinò. Già prima della morte del padre, nel 1829 si erano trasferiti a Parigi intraprendendovi attività finanziarie, con alterne fortune, fino a quando emigrarono in Germania e aprirono un casinò a Bad Homburg. Questa miracolosa iniziativa poté poi proiettare François (il gemello Louis, intanto, era morto nel 1852) a trattare con Carlo III di Monaco l'acquisizione, per 1.700.000 franchi, di una concessione 50ennale sulle attività monegasche da rilanciare. Camille Blanc, figlio di François, aveva gestito l'impero economico dei Blanc in previsione della scadenza della concessione, colonizzando e bonificando, tutto il territorio francese a monte di Monaco.
Non ebbe figli dal suo matrimonio, con Elizabeth Lanxade, avvenuto nel 1885.
Chiese il distaccamento del futuro comune di Beausoleil, dal comune di La Turbie. Poi, nel 1898, fondò la Société Immobilière de Monte Carlo Supérieur per partecipare alla costruzione di alberghi, ristoranti e casinò. Il comune di Beausoleil nacque per decreto nel 1904 e Bianchi ne fu sindaco dal 1904 al 1925 quando rinunciò alla carica per gravi problemi di salute.
Morì il 21 dicembre 1927 a Beaulieu-sur-Mer e fu poi sepolto a Parigi.